# Heiligkreuz (Bern)

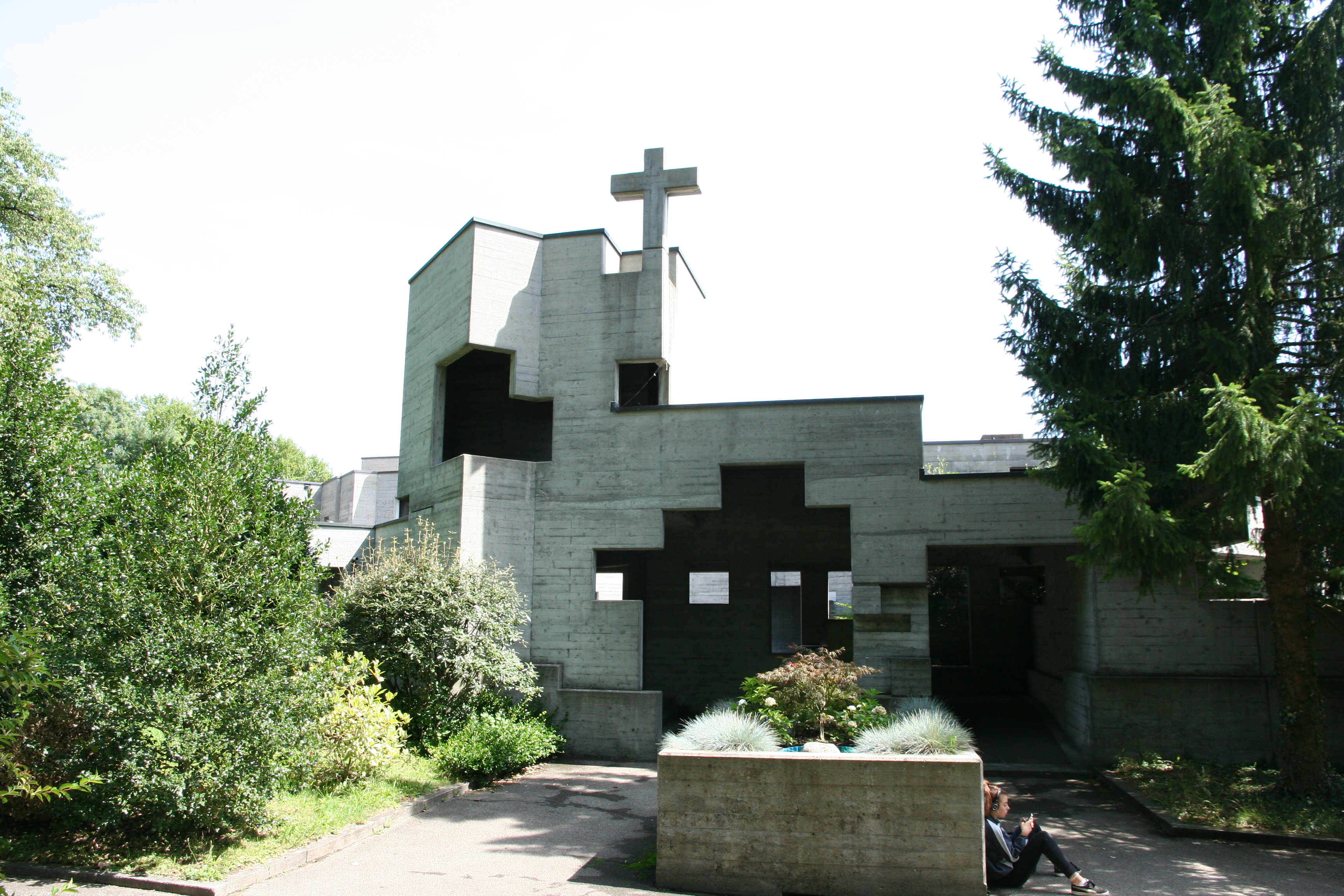
Kirche Heiligkreuz Bern

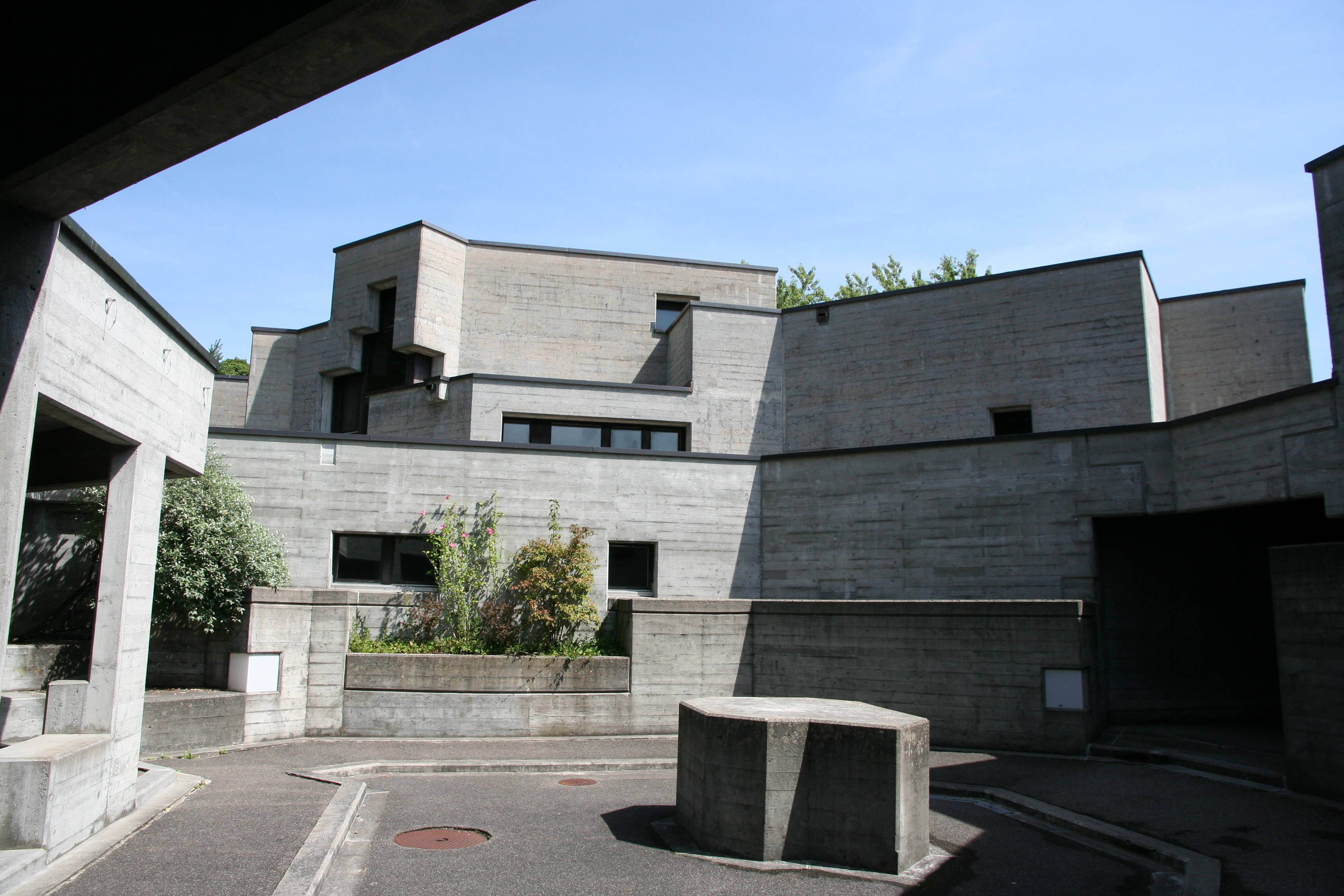
Innenhof

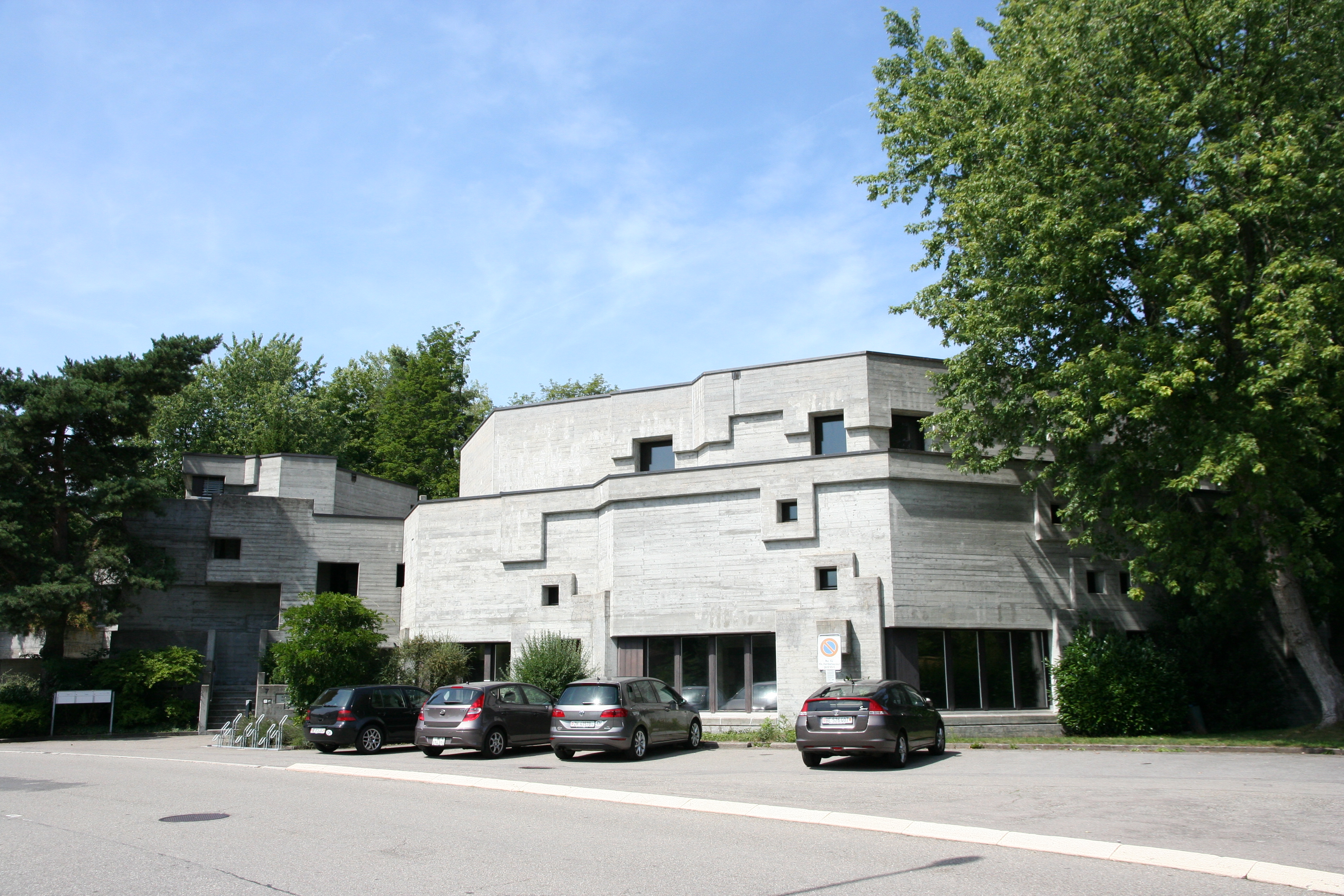
Ansicht von der Tiefenaustrasse

Die Kirche Heiligkreuz am Kastellweg 7 befindet sich im Berner Quartier Tiefenau im Stadtteil Länggasse-Felsenau. Sie gilt wegen ihrer expressionistischen Formensprache und wegen des verwendeten Materials Sichtbeton als wichtiges Zeugnis der Kulturgeschichte des Betons. Die Kirche war 1969 als römisch-katholische Pfarrkirche erbaut worden und wurde 2018 der rumänisch-orthodoxen Kirchgemeinde St. Georg übergeben.

## Baugeschichte
Die Pfarrei Heiligkreuz war aus der Pfarrei St. Marien hervorgegangen. Nachdem in den 1940er und 1950er Jahren in der Tiefenau ein Bauboom eingesetzt hatte, wünschten sich die Bewohner des Quartiers und der Region den Bau einer eigenen Kirche. Ab August 1956 feierten die Bewohner der Engehalbinsel und von Worblaufen den Sonntagsgottesdienst im Saal des Tiefenauspitals, an dem jeweils 180 bis 250 Personen teilnahmen. Am 11. Juni 1959 kaufte die Kirchgemeinde Bern eine erste Landparzelle am Kastellweg, ein zweiter Kauf erfolgte 1964. Nachdem die Erweiterung des nahegelegenen Tiefenauspitals abgeschlossen worden war, erliess der Bischof von Basel, Franziskus von Streng, 1962 ein Dekret zur Gründung der Pfarrei Heiligkreuz, die zuständig sein sollte für die Engehalbinsel, Bremgarten, Stuckishaus, die Halensiedlung, Worblaufen, Uettlingen, Weissenstein, Ortschwaben, Meikirch und Wahlendorf.
Am 5. Juli 1963 wurde ein Architekturwettbewerb ausgeschrieben, den das Preisgericht am 19. März 1964 zugunsten des Projekts von Architekt Walter M. Förderer entschied. Aus statischen Gründen musste das Bauprojekt überarbeitet werden, sodass die realisierte Kirche weniger monumental ausfiel, als von Förderer ursprünglich geplant. Insbesondere der hoch konzipierte Glockenturm wurde zugunsten eines Glockenträgers aufgegeben, sodass statt drei Glocken nur eine zum Gottesdienst läutet. Zwischen November 1965 und November 1966 stimmten die verschiedenen Entscheidungsträger dem Bau der Kirche zu, sodass am 18. März 1967 der erste Spatenstich für den Bau der Kirche stattfand. Am 17. Mai 1969 weihte Dekan Johann Stalder anstelle eines Grundsteins den Eckstein. Am 1. Juni 1969 weihte Bischof Anton Hänggi die Kirche ein. 2011 wurde die Kirche im Innern saniert.

### Übergabe der Kirche an die rumänisch-orthodoxe Gemeinde
Da die Kirche Heiligkreuz von den Katholiken nach der Jahrtausendwende immer weniger gebraucht wurde und das Betongebäude zudem hohe Unterhalts- und Erneuerungsarbeiten verursacht, suchte die katholische Kirche nach einer Möglichkeit, das denkmalgeschützte Gotteshaus einer anderen christlichen Konfession zu übergeben. Am Sonntag, den 21. Januar 2018 wurde Heiligkreuz im Rahmen eines Gottesdienstes von katholischer Seite entwidmet und der rumänisch-orthodoxen Kirchgemeinde St. Georg übergeben. Diese macht Heiligkreuz zum kirchlichen Zentrum für ihre Gläubigen, die aus der ganzen Region stammen. Am 21. April übernahm die rumänisch-orthodoxe Pfarrgemeinde St. Georg Bern die ehemalige katholische Heiligkreuz Kirche mit einem Einweihungsfest definitiv und widmete sie orthodox um.

### Entwicklung der katholischen Gemeinden
Zur katholischen Pfarrei Heiligkreuz gehören ca. 2'300 Gläubige aus einem Einzugsgebiet von Worblaufen über die Engehalbinsel, Bremgarten, Meikirch bis Wahlendorf. Zusammen mit der Pfarrei St. Franziskus Zollikofen bildete sie den Pastoralraum Bern Nord. Nach der Übergabe der Kirche Heiligkreuz hat die Pfarrei ab 2018 ihre Heimat im Johanneszentrum Bremgarten, wo fortan auch die Pfarrbüros der evangelisch-reformierten Kirchgemeinde Matthäus Bern und Bremgarten eingemietet sind.
Die kroatischen Katholiken, die während rund 30 Jahren in der Heiligkreuz Kirche Gastrecht besassen, fanden ab 2018 in der reformierten Kirche Bern-Bethlehem ein neues Zuhause.

## Baubeschreibung

### Kirchturm und Äusseres
Die Kirche Heiligkreuz befindet sich neben dem Spital Tiefenau inmitten des gleichnamigen Quartiers am Kastellweg 7. Schon beim Architekturwettbewerb hatte die Jury am Projekt von Walter M. Förderer überzeugt, dass dieser ein grundsätzlich zurückhaltendes Bauensemble von Kirche, Pfarrhaus und Pfarreizentrum plante, das den Besucher durch einen Vorhof in «eine klar erfassbare, in sich geschlossene kirchliche Anlage» führt und so den Besucher auf den Sakralraum der Kirche Heiligkreuz vorbereitet. Von der Strasse her ist die Kirche kaum als solche zu erkennen, da an der Strassenkreuzung das Pfarrhaus steht und die Sicht auf die dahinterliegende Kirche verdeckt. Auch die niedrige Bauhöhe der Kirche und das Fehlen eines Kirchturms bewirken, dass Heiligkreuz nicht monumental erscheint, sondern auf die Funktionalität für das Pfarreileben ausgerichtet ist, wie dies auch bei anderen in jenen Jahren erstellten Kirchenbauten in der Deutschschweiz der Fall ist, so bei St. Ulrich Winterthur-Rosenberg (1971) und Heilig Geist Zürich-Höngg (1973).
Die Wahl von Sichtbeton als einziges Baumaterial für sämtliche Gebäudeteile hebt dagegen die Kirche Heiligkreuz von allen umliegenden Gebäuden ab. Zudem konzipierte Walter M. Förderer die Kirche als begehbare Plastik, ein typisches Merkmal all seiner Sakralbauten. Der Baumeister Arturo Angelo Milani (1929–2020) setzte die Ideen des Architekten mit aufwändiger Schalungsarbeit in Sichtbeton um. Das Gebäude besitzt drei nach oben gestaffelte Geschosse: Im unteren Bereich ist das Pfarreizentrum eingebaut, darüber erheben sich die Kirche samt Glockenträger sowie das Pfarrhaus. Der Zugang zur Kirche erfolgt vom Kastellweg unter dem Glockenträger hindurch, der als eine Art Vorhalle gestaltet ist, zunächst in einen Innenhof. Dieser kann auch von der Tiefenaustrasse über eine Treppe erreicht werden. Im Innenhof ist ein polygonaler Betonblock aufgestellt, der für liturgische Feiern Verwendung findet, die wie z. B. die Osternacht vor der Kirche beginnen. Vom Innenhof aus führen zwei verschiedene Zugänge in das Innere der Kirche. Der Grundriss des gesamten Gebäudeensembles ist so gestaltet, dass die Besucher in einer kreisförmigen Bewegung vom Aussenraum ins Innere der Kirche vor den Altar geführt werden.
Der Glockenträger birgt aufgrund der Redimensionierung des ursprünglichen Projekts nur eine einzige Glocke, die 1968 von der Giesserei H. Rüetschi in Aarau hergestellt wurde. Die Glocke hat ein Gewicht von 520 kg und besitzt den Schlagton a'. Die Inschriften lauten: +IN CRUCE SALUS + IN CRUCE SALUS (IM KREUZ IST HEIL) In der Mitte: HEILIGKREUZ BERN 1968. Auf der gegenüberliegenden Seite befindet sich ein Kreuz. Am unteren Rand, auf der Seite der Inschrift: GLOCKENGIESSEREI H. RÜETSCHI AG AARAU Bekrönt wird der Turm von einem für Förderer-Kirchen typischen Betonkreuz, das sowohl auf die christliche Bestimmung des Baus verweist als auch das Patrozinium der Kirche zeichenhaft darstellt.

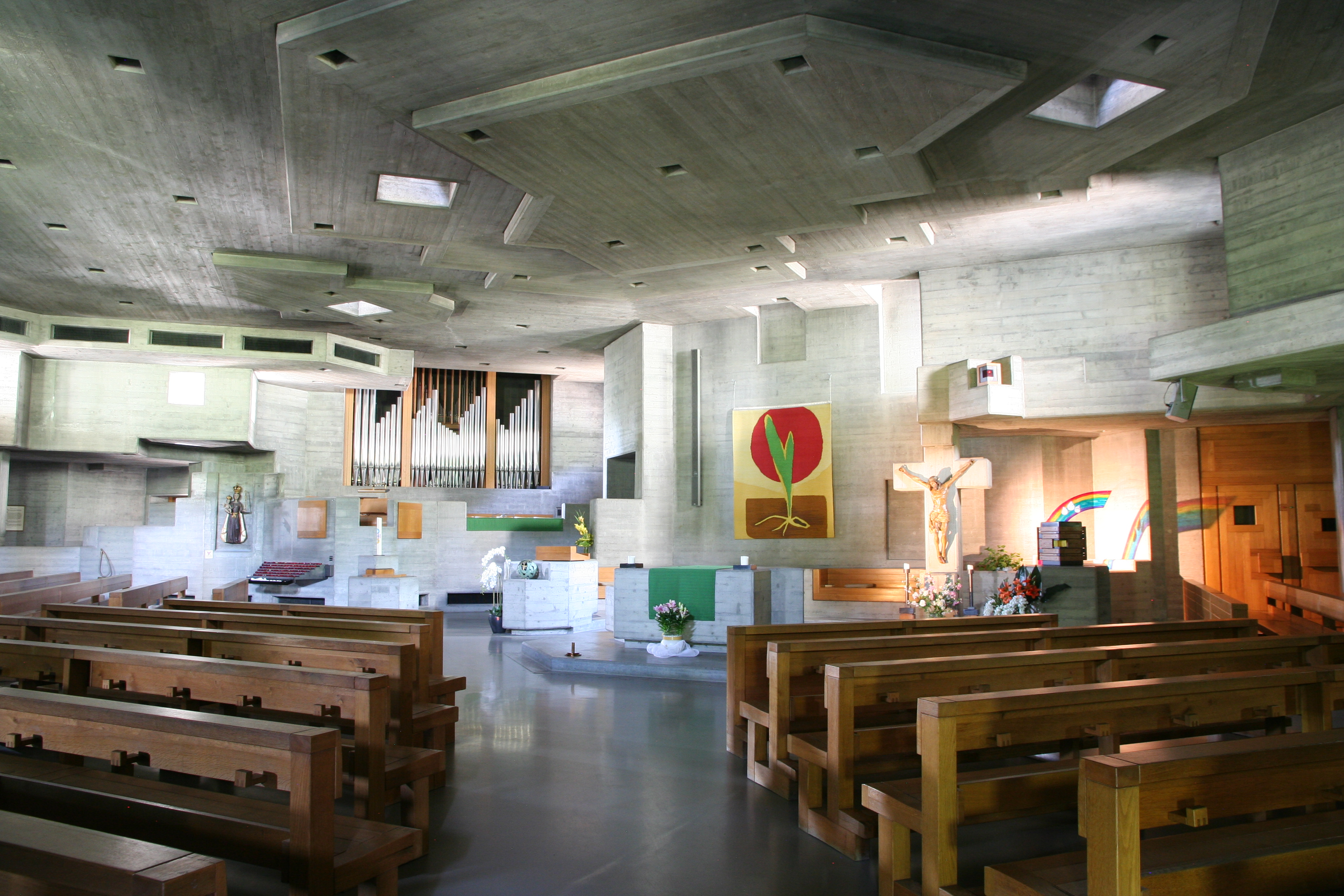
Altarbezirk

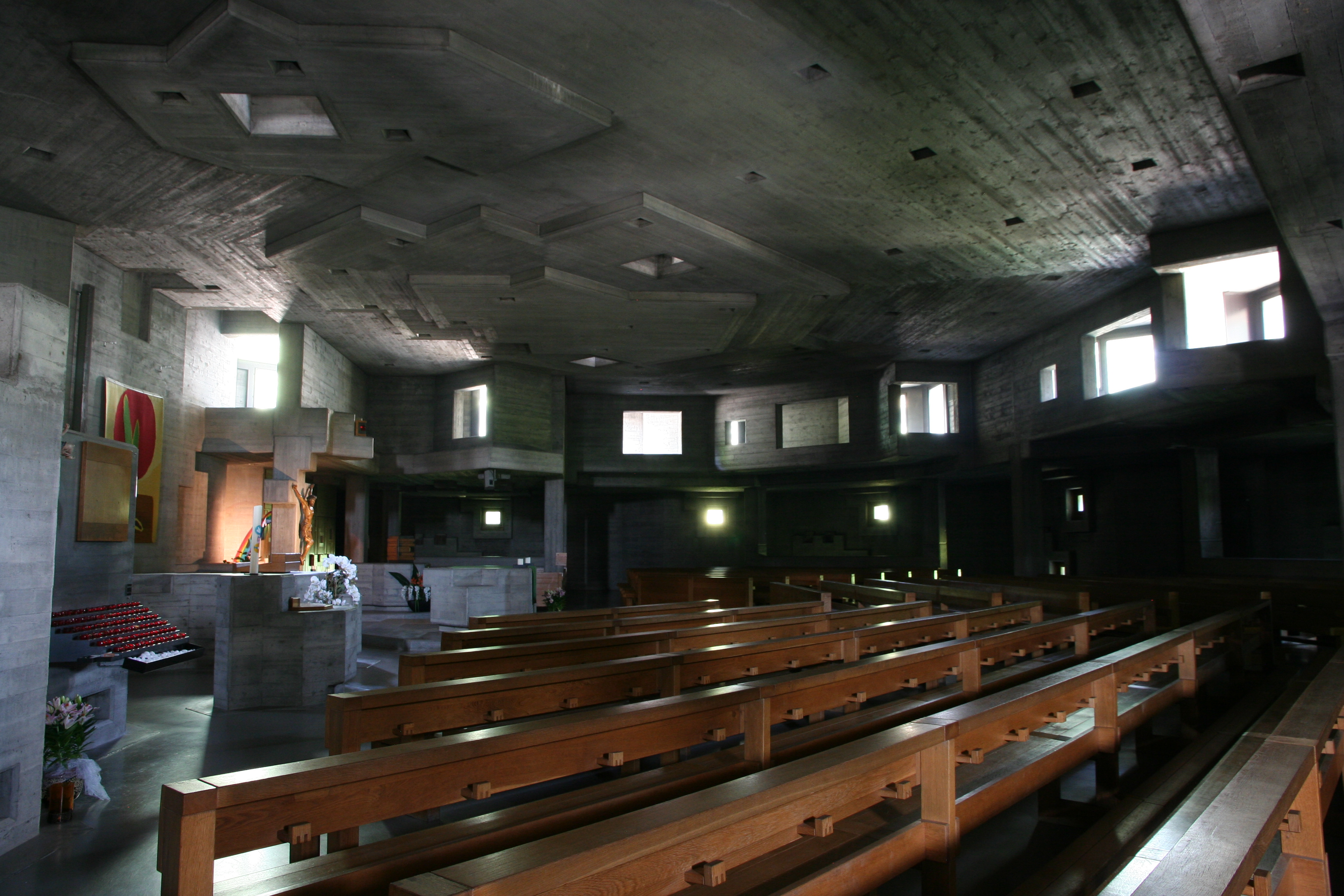
Innenansicht

### Innenraum und künstlerische Ausstattung
Die Kirche ist als polygonaler Querraum gestaltet, sodass sich die Gläubigen auf den Bänken im Halbkreis nahe um den Volksaltar versammeln. So werden die Vorgaben der Liturgiekonstitution des Zweiten Vatikanischen Konzils umgesetzt. Der Innenraum besteht wie die Aussenhülle aus unbearbeitetem Sichtbeton. Das Tageslicht dringt nur spärlich durch quadratische Fensteröffnungen in den Mauern und im Flachdach ins Kircheninnere. Weitere Maueröffnungen lassen das Licht nur indirekt durch einen Schacht in die Kirche einfallen. Die Decke des Kirchenraumes wurde gestaffelt gestaltet, sodass sie sich zur Kirchenmitte hin etwas senkt. Im Gegenzug hebt sich der Boden zum Altarbezirk hin um eine Stufe an, was dessen Bedeutung unterstreicht. Wie beim Kirchturm ist auch an der Chorwand aus dem Beton ein grosses Kreuz herausgearbeitet. Auf diesem ist ein Holz-Corpus angebracht. Das Kreuz bildet zudem einen der Pfeiler des Raumes, der zusammen mit den anderen 12 Pfeilern die Kirchendecke trägt. Während die übrigen 12 Pfeiler für die Apostel stehen, was durch die Apostelkreuze an den Pfeilern im Kirchenumgang verdeutlicht wird, symbolisiert der andersartig gestaltete Pfeiler mit dem Kreuz Jesus Christus selbst. Im Altarbezirk ist oberhalb des Kreuzes das Ewige Licht angebracht, der Tabernakel befindet sich am Pfeiler rechts des Kreuzes. Links des Altars ist der Ambo aufgestellt, daneben der Taufstein, der wie der Altar die polygonale Gestaltung des Kirchenraums aufgreift. Im Kirchenumgang sind schliesslich an der Aussenwand quadratische Kreuzwegstationen in Gestalt von Bildtafeln eingelassen, die von Förderers Schüler Rick aus der Staatlichen Akademie der Bildenden Künste Karlsruhe gefertigt wurden. Eine weitere Besonderheit der Kirchenbauten von Walter M. Förderer ist die Gestaltung der Sängerempore als abgegrenzter Bezirk, in dem die Orgel in eine Wandnische eingelassen ist. Beim Aufgang zu dieser Empore befindet sich der Eckstein. Seine Oberfläche ist mit einem Relief aus Quadraten besetzt, was wiederum die Gestaltung der Fensteröffnungen aufnimmt. Die daneben angebrachte Statue der gekrönten Madonna mit Kind ist im Stil des süddeutschen Barocks gehalten und wurde der Gemeinde anlässlich der Kirchweihe 1969 geschenkt.

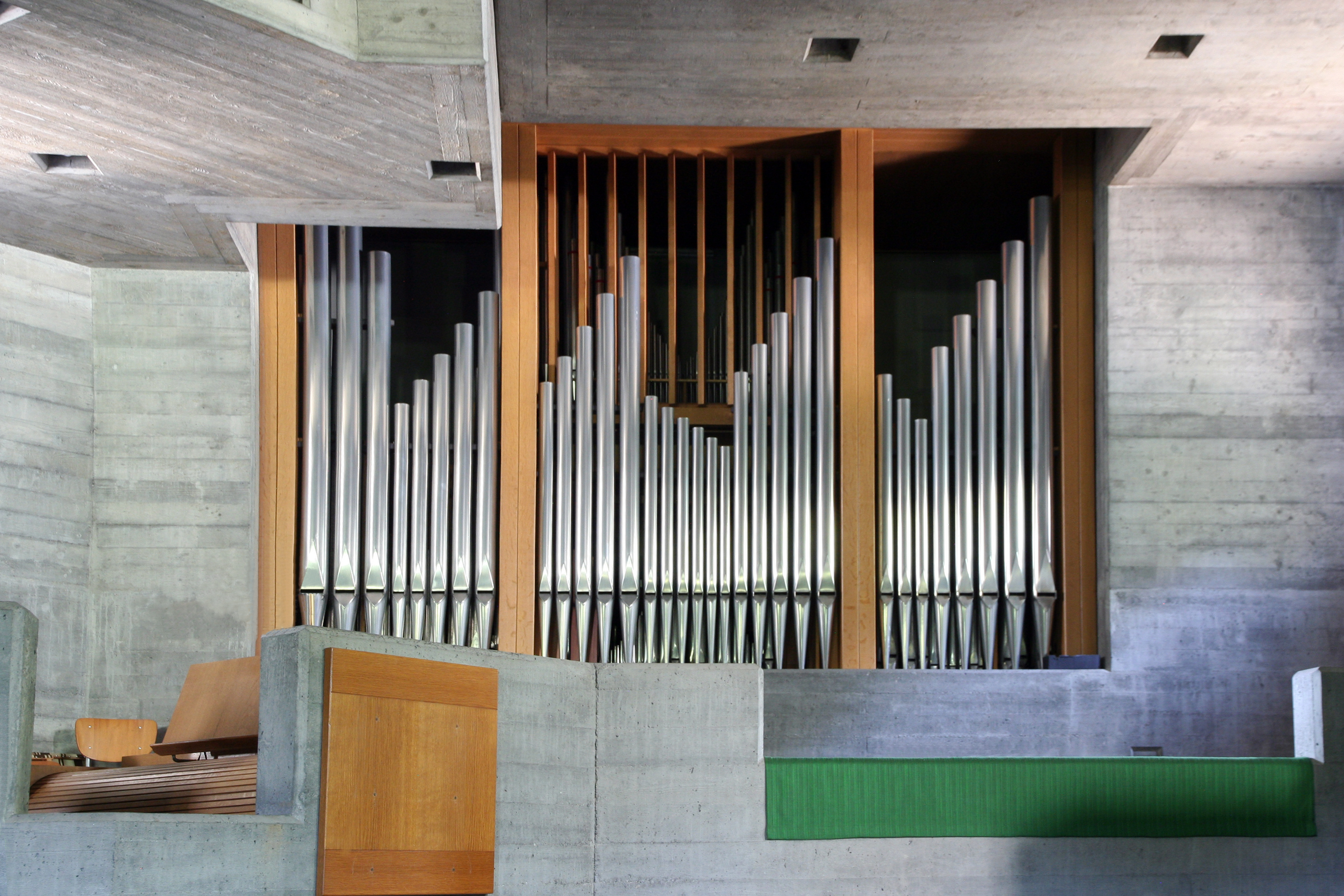
Graf-Orgel von 1971

### Orgel
1971 erhielt die Heiligkreuzkirche ihre Orgel. Es handelt sich um ein Instrument mit 21 Registern auf zwei Manualen und Pedal, erbaut von der Firma Graf AG, Sursee.
| I Hauptwerk C–g3 |                  |
| Prinzipal        | 8′               |
| Rohrgedackt      | 8′               |
| Oktave           | 4′               |
| Gemshorn         | 4′               |
| Waldflöte        | 2′               |
| Sesquialter      | 2 ⁄3′ und 1 3⁄5′ |
| Mixtur           | 1 ⁄3′            |
| Trompete         | 8′               |

| II Schwellwerk C–g3 |       |
| Harfpfeife          | 8′    |
| Holzgedackt         | 8′    |
| Prinzipal           | 4′    |
| Rohrflöte           | 4′    |
| Oktave              | 2′    |
| Quinte              | 1 ⁄3′ |
| Cymbel              | 1′    |
| Krummhorn           | 8′    |

| Pedal C–f1 |           |
| Subbass    | 16′       |
| Oktavbass  | 8′        |
| Spillflöte | 8′        |
| Piffaro    | 4′ und 2′ |
| Fagott     | 16′       |

- Koppeln: II/I, I/P, II/P
- Spielhilfen: Registercrescendo, Tutti

## Würdigung
Die Kirche Heiligkreuz ist die erste römisch-katholische Kirche im Raum Bern, die die Vorgaben des Zweiten Vatikanischen Konzils räumlich umsetzt. Der Grundriss der Kirche und die zentrale Positionierung des Altars ermöglichen, dass die Gemeinde nahe um den Altarraum im Halbkreis versammelt ist, was der aktiven Teilnahme der Gläubigen entgegenkommt. Mit der Anordnung von Ambo, Altar und Taufstein trug die Kirche Heiligkreuz zu ihrer Erbauungszeit zudem zum Diskurs zur Liturgiereform im Bistum Basel bei. Wie in den Kirchen St. Josef Schlieren (1960) und Allerheiligen Zürich-Neuaffoltern (1964) von Karl Higi integrierte Förderer schliesslich auch in seiner Kirche Heiligkreuz Bern den Taufstein in den Chorraum, eine damals neue Konzeption bei der Gestaltung von katholischen Kirchenbauten, die sich bei den später erbauten Kirchen in der Regel durchgesetzt hat.
Durch die konsequente Verwendung von Sichtbeton zählt die Kirche Heiligkreuz Bern als exemplarisches Beispiel für den béton brut. Im Gegensatz zur ersten Sichtbetonkirche der Schweiz, der Kirche St. Anton Basel (1925–1927) von Karl Moser, bei der der Baustoff Beton der Monumentalität und den klaren Proportionen diente, führt Walter M. Förderer in seinem Werk jedoch den Trend von Le Corbusier fort, der den Beton als besonders geeignet für plastisch-skulpturales Bauen schätzte, eine Ansicht, die auch Gottfried Böhm (z. B. beim Bau der Wallfahrtskirche Neviges (1963–1973)) und Fritz Wotruba (beim Bau der Kirche Zur Heiligsten Dreifaltigkeit in Wien (1974–1976)) teilten.
Bei der Kirche Heiligkreuz handelt sich um den vierten von insgesamt zehn Sakralbauten, die Architekt Walter M. Förderer realisierte; Heiligkreuz ist sein einziger Kirchenbau im Kanton Bern.